# アンソニー・グリーン
アンソニー・グリーン（Anthony Greene, 1993年8月23日 - ）は、アメリカ合衆国マサチューセッツ州ランドルフ出身のプロレスラー。現在はプロレスリング・ノアを中心にフリーで活動。

## 経歴

### WWE
2020年10月16日、オーガスト・グレイのリングネームでWWEの205 Liveに初登場。シングルマッチでアリーヤ・デバリに敗れた。その後はNXTに所属した。
2021年6月25日、WWEから解雇された。

### AEW
2021年よりAEWに所属。9月29日のダイナマイトに登場した。

### プロレスリング・ノア
AEWを退団後はフリーとなる。2022年7月10日、プロレスリング・ノアに初登場。シングルマッチでスタリオン・ロジャースに勝利した。
2023年1月にGood Looking Guysへ加入。9月24日の名古屋国際会議場大会にて、ジャック・モリスと共にGHCタッグ王座を初戴冠した。
2024年5月4日、両国国技館で開催されたレッスルマジックにて、サプライズで登場したテンコジ（天山広吉、小島聡）を相手にGHCタッグ王座戦を行い勝利し、8度目の王座防衛を果たした。

## 獲得タイトル
アルファ1レスリング
- A1タッグチーム王座：1回

w / グレゴリー・アイアン
アメリカン・レスリング・カウンシル
- AWCヘビー級王座：1回

カオティック・レスリング
- カオティック・レスリング・ヘビー級王座：1回
- カオティック・レスリング・ニューイングランド王座：1回
- カオティック・レスリング・タッグ王座：1回

w / キャム・ザガミ
CZW
- CZW世界ヘビー級王座：1回

フル・インパクト・プロ
- FIPフロリダ・ヘリテージ王座：1回

リミットレス・レスリング
- リミットレス世界王座：1回
- バケーションランド・カップ優勝：2回（2019年、2021年）

ラッキー・プロレスリング
- LPWヘビー級王座：1回
- LPWハードノックス王座：1回

ノースイースト・チャンピオンシップ・レスリング
- NCWヘビー級王座：1回
- NCWタッグチーム王座：1回

w / マイク・ペイバ
パワーリーグ・レスリング
- PLWタッグチーム王座：1回

w / ロブ・アラウホ
プロレスリング・ノア
- GHCタッグ王座：1回

w / ジャック・モリス
スタンドアローン・レスリング
- SAWスカイウォーカー王座：1回

トップロープ・レスリング
- TRPタッグチーム王座：1回

w / マイキー・ウェブ
ウェストコースト・レスリング・コネクション
- WCWCタッグチーム王座：1回

w / ジェイコブ・オースティン・ヤング
ワールド・エクストリーム・レスリングC4
- WXWエリート・タッグチーム王座：1回

w / キャム・ザガミ